# 온두라스작은귀땃쥐
온두라스작은귀땃쥐(Cryptotis hondurensis)는 땃쥐과에 속하는 포유류의 일종이다. 온두라스에서 발견되며, 엘살바도르와 과테말라 그리고 니카라과에서도 사는 것으로 추정하고 있다